# Lorenzo Bereciartua
Lorenzo Bereciartua Balerdi (Bidegoyan, Guipúzcoa, España el 28 de febrero de 1895-Pamplona, Navarra, España, 23 de octubre de 1968) fue un sacerdote y obispo español.
Fue consagrado Obispo Auxiliar de Zaragoza el 11 de agosto de 1946. 
Consagrado Obispo de Sigüenza-Guadalajara en julio de 1955. 
Tomó posesión del cargo de Obispo de San Sebastián el 30 de agosto de 1963. 
Falleció en Pamplona el 23 de octubre de 1968.